# Atara (Palästina)
Atara (arabisch عطارة, DMG ʿAṭāra) ist eine Ortschaft im Westjordanland rund zehn Kilometer nördlich der Stadt Ramallah. Sie hat ca. 2300 Einwohner (2007). Atara liegt auf 810 Metern Meereshöhe.

## Nachbarorte
Zwei Kilometer südlich von Atara befindet sich die Stadt Bir Zait, zwei Kilometer nördlich die neu entstehende Stadt Rawabi.

## Geschichte
Atara wurde im Jahr 1596 mit 55 muslimischen Haushalten erstmals in einem osmanischen Steuerregister urkundlich als Steuerzahler erwähnt, die Steuern u. a. auf Weizen, Oliven, Wein, Obstbäume  oder Bienenkörbe zahlten.
1922 gründete der Jüdische Nationalfonds weiter südlich einen Moschaw (1. Versuch 1914), der nach dem biblischen Atarot benannt wurde, welcher Name im arabischen „Atara“ historisch bewahrt sein dürfte. Im Mai 1948 wurde der Moschaw durch die Arabische Legion erobert und zerstört.

## Sehenswürdigkeiten
Eine Sehenswürdigkeit ist der Schrein von Scheich Al Qatrawani am Ortseingang.